# Aramidfiber

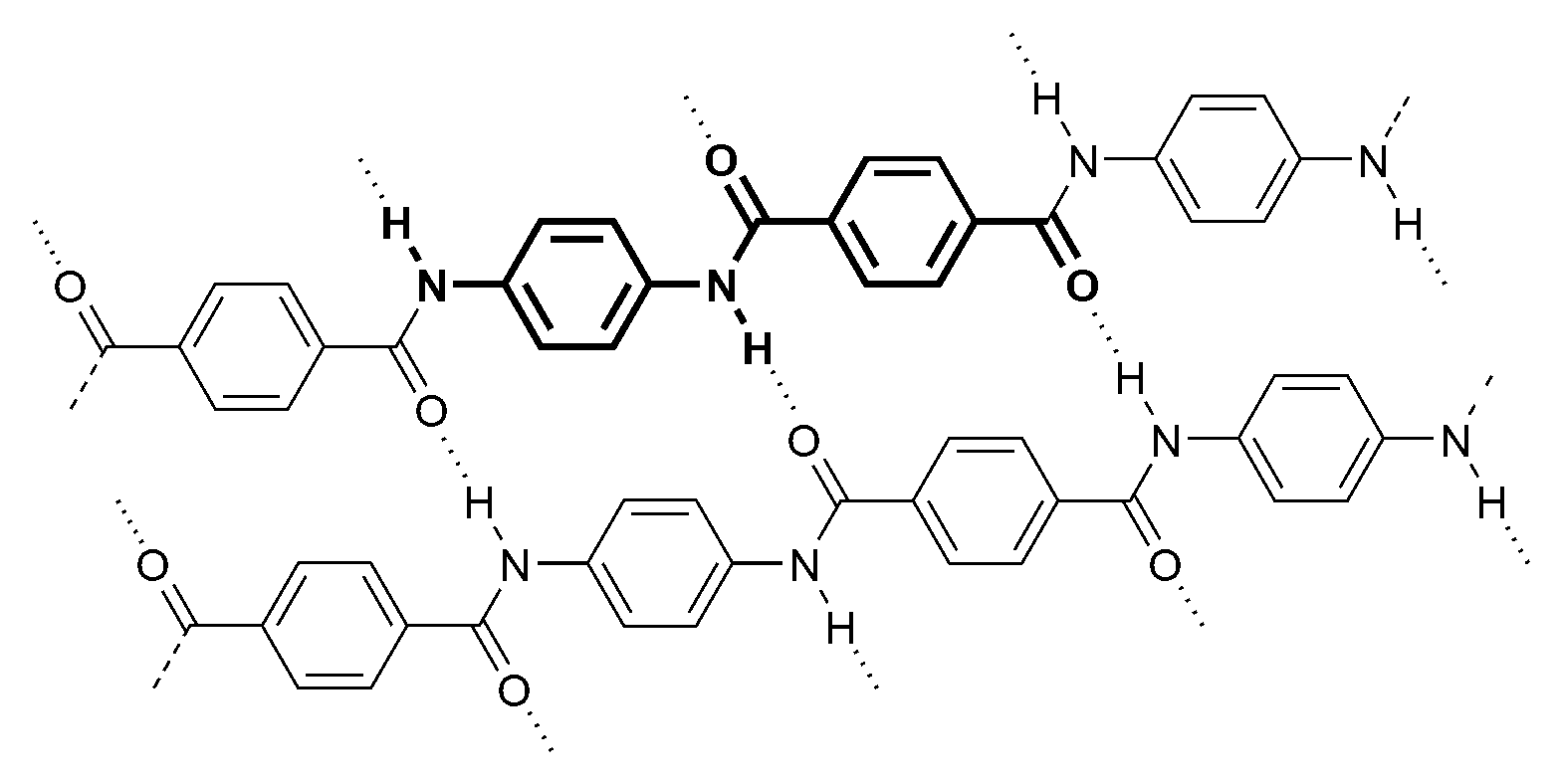
Kemisk struktur av aramidfiber (monomer i fet stil, vätebindningar med streck)

Aramid är en syntetisk fiberprodukt med anor från 1920-talet och har funnits i kommersiell produktion sedan 1960-talet. Den har en gul färg och används som armeringsfiber i allt från skyddsvästar och flygplan till båtar. Den används som textilfiber i bland annat skyddsdräkter för rökdykare och motorcykelkläder. Aramid används även för att förändra akustiken i konserthallar och operahus samt för att jordbävningssäkra betongkonstruktioner i hus. Aramid är ett teleskopord för aromatisk polyamid.

Det finns två olika typer av aramidfiber: meta- och parafiber. Skillnaden ligger i kedjornas struktur. Båda typerna är mycket tåliga mot värme och har exceptionellt hög draghållfasthet samt rivstyrka.

Para-aramidfiber är mest känt under handelsnamnet Kevlar vilket är varumärkesregistrerat av DuPont, DuPont tillverkar även meta-aramidfibrer under handelsnamnet Nomex.